# Capella Tower
Capella Tower je zgrada koja se nalazi u Minneapolisu, glavnom gradu američke savezne države Minnesote. Izgrađena je 1992. kao sjedište banke First Bank System zbog čega se zvala First Bank Place. Nakon što je 1997. banku preuzela moćnija U.S. Bancorp, ime zgrade se mijenja u U.S. Bancorp Place. Međutim, nakon što je banka U.S. Bancorp 2000. godine preselila svoje sjedište u novu zgradu U.S. Bancorp Center, Capella Tower je po drugi puta promijenila ime, i to u 225 South Sixth. Tek je u ožujku 2009. neboder dobio današnji naziv.
S 236 metara visine, Capella Tower je druga najviša zgrada u cijeloj Minnesoti. Zgrada ima 56 katova i površinu od 130.000 kvadratnih metara te se koristi za poslovne prostore.

## Capella Tower
U ožujku 2008. je privatna tvrtka Capella Education Co. koja je vlasnik online sveučilišta Capella University (te dugogodišnji najmoprimac u zgradi) potpisala ugovor o najmu kojim je ime zgrade promijenjeno u Capella Tower. Tijekom 2015. tvrtka Capella Education Co. će proširiti svoj zakup u zgradi s 18.900 na 37.000 kvadrata čime će postati najveći stanar ondje. Budući da se radi o online sveučilištu, ono nema dvorane za nastavu nego se prostorije u najmu koriste za administrativno osoblje i sveučilišne profesore. Konačna promjena imena zgrade u Capella Tower se dogodila u ožujku 2009.

## Dizajn
Zgradu su dizajnirali arhitekt James Ingo Freed te arhitektonski ured Pei, Cobb, Freed & Partners te je L-oblika. Za njen dizajn uzimani su oblici kocke i valjka što je i vidljivo ako se zgradu promatra s Foshay Towera. Time se prikazuju različiti stilovi gradnje u centru Minneapolisa. Na vrhu zgrade se nalazi osvijetljeni polukrug koji ondje nije dekorativan nego su u njemu smještene antene i Telekomunikacija|telekomunikacijska oprema. Zbog te značajke, cijeli neboder ima nadimak "Halo zgrada".

## Galerija slika
- Pogled na zgradu s Foshay Towera.

## Vanjske poveznice
- Emporis.com